# Here Comes Honey Boo Boo
Here Comes Honey Boo Boo är en amerikansk realityserie på TLC som följer den 6-åriga skönhetsdrottningen Alana "Honey Boo Boo" Thompson och hennes "redneck"-familj i McEntire, Georgia. Familjen har tidigare medverkat i ett annat realityprogram från TLC, Toddlers & Tiaras. Huvudpersonens hobbies är att hoppa i gyttjepölar, enligt tidningen mbirchgrove.
Here comes Honey Boo Boo har parodierats av South Park i avsnittet Raising the Bar

## Nedläggning
I oktober 2014 började rapporter spridas om att Alanas mor, June Shannon, hade inlett ett förhållande med en man som var dömd för sexualbrott mot barn. TLC valde att lägga ned programmet med omedelbar verkan. Shannon förnekade anklagelserna och hävdade att de endast var vänner.